# チャールズ・スペンサー＝チャーチル (第12代マールバラ公)
第12代マールバラ公爵、チャールズ・ジェイムズ・スペンサー＝チャーチル（英語: Charles James Spencer-Churchill, 12th Duke of Marlborough、1955年11月24日 - ）は、イギリスの貴族。
誕生から父が爵位を継承する1972年までサンダーランド伯爵 (Earl of Sunderland) 、1972年から自身が爵位を継承する2014年までブランドフォード侯爵 (Marquess of Blandford) の儀礼称号で称された。愛称はジェイミー（Jamie）。

## 経歴
1955年11月24日、後に第11代マールバラ公爵を継承するマールバラ公爵家の法定推定相続人ブランドフォード侯爵(儀礼称号)ジョン・スペンサー＝チャーチルとその妻スーザン・メアリー(旧姓ホーンビー)の間の次男として、オックスフォードに生まれる。長兄サンダーランド伯爵(儀礼称号)ジョンは早世していたため、嫡男としての出生だった。マールバラ公爵家の法定推定相続人の法定推定相続人として生誕時よりサンダーランド伯爵の儀礼称号で称される
ハーロー校を卒業し、王立農業大学で学ぶ。
1972年3月11日に祖父の10代マールバラ公ジョン・スペンサー＝チャーチルが死去し、父が第11代マールバラ公爵位を継承した。それに伴ってブランドフォード侯爵の儀礼称号で称されるようになる。
薬物中毒者として著名で、1995年には偽造処方箋を使った廉で1か月投獄された。2007年には危険運転とロード・レージ行為を行った廉で6か月の懲役刑の有罪判決を受けた。
2014年10月16日に父が死去し、第12代マールバラ公爵位を継承した。

## 栄典

### 爵位
2014年10月16日の父の死により以下の爵位を継承した。
- 第12代マールバラ公爵 (12th Duke of Marlborough)
(1702年12月14日の勅許状によるイングランド貴族爵位)
- 第12代ブランドフォード侯爵 (12th Marquess of Blandford)
(1702年12月14日の勅許状によるイングランド貴族爵位)
- 第14代サンダーランド伯爵 (14th Earl of Sunderland)
(1643年6月8日の勅許状によるイングランド貴族爵位)
- 第12代マールバラ伯爵 (12th Earl of Marlborough)
(1689年4月9日の勅許状によるイングランド貴族爵位)
- ウォリック州におけるウォームレイトンの第16代スペンサー男爵 (16th Baron Spencer, of Wormleighton in the County of Warwick)
(1603年7月21日の勅許状によるイングランド貴族爵位)
- ハートフォード州におけるサンドリッジの第12代チャーチル男爵 (12th Baron Churchill, of Sandridge in the County of Hertford)
(1685年5月14日の勅許状によるイングランド貴族爵位)

## 家族
1990年にレベッカ・フュー・ブラウンと最初の結婚をし、彼女との間に以下の1子を儲けた。
- 第1子 (長男) ジョージ・ジョン・スペンサー＝チャーチル（英語版）（1992年 - ）爵位の法定推定相続人。儀礼称号でブランドフォード侯爵。

1998年にレベッカと離婚し、2002年にエドラ・グリフィスと再婚。彼女との間に以下の2子を儲けている。
- 第2子 (長女) アラミンタ・クレメンティーン・メーガン・スペンサー＝チャーチル（2007年 - ）
- 第3子 (次男) キャスパー・サーシャ・アイバー・スペンサー＝チャーチル（2008年 - ）